# Cagliari Elmas repülőtér

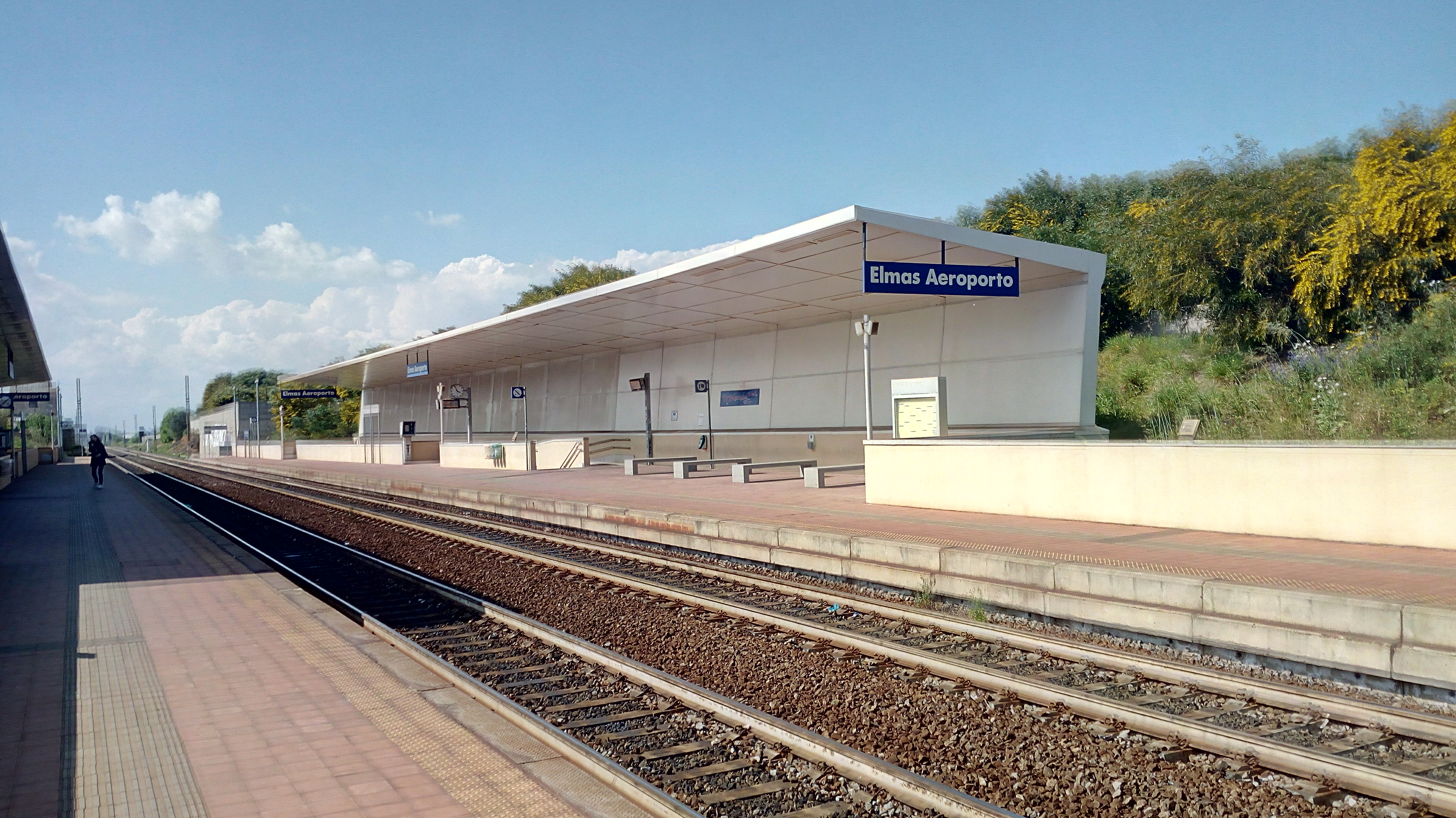
A repülőtér vasútállomása

A Cagliari Elmas repülőtér (IATA: CAG, ICAO: LIEE) Olaszország egyik nemzetközi repülőtere, amely Cagliari és Elmas közelében található Szardínia déli részén. Éves utasforgalma 4 370 014 fő (2018).

## Megközelítése
Vasúton a Cagliari–Golfo Aranci Marittima-vasútvonalon közelíthető meg. A repülőtérnek saját vasútállomása is van, a Stazione di Elmas Aeroporto állomás.

## Futópályák
A repülőtér futópályái:
- 14/32 (2805 m, 45 m, aszfalt)

## Forgalom
Az utasforgalom az elmúlt években az alábbi módon változott:
| Utasok száma | 1 798 820 | 2 178 860 | 2 282 559 | 2 671 306 | 3 443 227 | 3 592 020 | 3 719 289 | 4 370 014 | 1 767 890 | 4 846 000 |
|              | 1999      | 2002      | 2004      | 2007      | 2010      | 2012      | 2015      | 2018      | 2020      | 2023      |

## Légitársaságok és úticélok
2025-ben a Cagliari Elmas repülőtérről az alábbi járatok indulnak (Utoljára frissítve: 2025-03-20):
| Légitársaság          | Célállomások |
| --------------------- | --- |
| AeroItalia            | Milánó–Linate, Róma–Fiumicino |
| Air France            | Szezonális: Párizs-Charles de Gaulle repülőtér |
| AlbaStar              | Szezonális: Bergamo |
| Austrian Airlines     | Szezonális: Bécs |
| British Airways       | Szezonális: London–Gatwick |
| easyJet               | Milánó–Malpensa Szezonális: Basel/Mulhouse, Genf, Lyon, Nápoly, Párizs–Orly |
| Edelweiss Air         | Szezonális: Zürich |
| Eurowings             | Szezonális: Düsseldorf, Hamburg, Stuttgart |
| Iberia                | Szezonális: Madrid |
| ITA Airways           | Milánó–Linate, Róma–Fiumicino |
| KLM                   | Szezonális: Amszterdam |
| Lufthansa             | Szezonális: Frankfurt, München |
| Luxair                | Szezonális: Luxembourg |
| Marathon Airlines     | Szezonális charter: Innsbruck |
| Neos                  | Szezonális: Bologna, Milánó–Malpensa, Verona |
| Ryanair               | Bari, Beauvais, Bergamo, Bologna, Budapest, Catania, Charleroi, Cuneo, Genova, Krakkó, London–Stansted, Málta, Milánó–Malpensa, Nápoly, Nürnberg, Palermo, Parma, Pisa, Porto, Rimini, Róma–Ciampino, Sevilla, Stockholm–Arlanda (kezdődik 2025 július 4-től), Torino, Valencia, Velence, Verona Szezonális: Carcassonne, Dublin, Göteborg, Hahn, Karlsruhe/Baden-Baden, Madrid, Palma de Mallorca, Perugia, Pescara (kezdődik 2025 június 2-től), Poznań, Trieszt, Bécs, Varsó–Modlin, Weeze |
| Scandinavian Airlines | Szezonális: Koppenhága (újrakezdődik 2025 július 1-től) |
| SkyAlps               | Szezonális: Bolzano |
| Smartwings            | Szezonális: Prága |
| Transavia             | Szezonális: Párizs–Orly |
| Universal Air         | Szezonális: Prága |
| Volotea               | Firenze, Torino, Velence, Verona |
| Vueling               | Barcelona |